# Capivari do Sul
Capivari do Sul – miasto i gmina w Brazylii, w stanie Rio Grande do Sul. Znajduje się w mezoregionie Metropolitana de Porto Alegre  i mikroregionie Osório.